# Novicmistr
Novicmistr je v římskokatolické církvi člen institutu zasvěceného života (řehole), který složil slavné sliby. Má na starosti vedení noviciátu – institutu, kde jsou formováni novicové, tj. kandidáti daného řeholního řádu. Novicmistr musí být pro novice zákonně ustanoven.

## Úkoly
Je-li třeba, potom mohou být ustanoveni i spolupracovníci novicmistra, kteří mu pomáhají:
- s vedením noviciátu
- se vzdělávání noviců

Novicmistr a jeho spolupracovníci mají za úkol rozpoznávat a potvrzovat řeholní povolání noviců, a dále je postupně vzdělávat pro řádný život v dokonalosti, která je vlastní konkrétní řeholní společnosti. Novicmistr a jeho pomocník neuděluje svým svěřencům, kteří pobývají v témže domě, svátost smíření, pokud o ní sami ve zvláštních případech nepožádají.